# Carol Meyers
Pour les articles homonymes, voir Meyers.
Carol Lyons Meyers, née le 26 novembre 1942 à Wilkes-Barre (États-Unis), est une bibliste féministe américaine, aussi archéologue, anthropologue et traductrice.
Elle est professeure émérite Mary Grace Wilson d'études religieuses à l'Université Duke. Le domaine de recherche de Meyers se concentre sur les études bibliques, l'archéologie au Moyen-Orient et l'étude des femmes dans le monde biblique.

## Biographie
Carol Meyers naît à Wilkes-Barre, en Pennsylvanie. Elle étudie à la Kingston High School, à Kingston, en Pennsylvanie, obtient son baccalauréat avec distinction au Wellesley College à Wellesley, au Massachusetts, et son doctorat. à l'Université Brandeis à Waltham, également au Massachusetts en 1975.
Meyers a commencé à enseigner à l'Université Duke en 1977. Elle écrit et enseigne dans les domaines des études bibliques, de l'archéologie et de l'étude des femmes dans le monde biblique. Elle a été décrite comme « l'une des plus grandes historiennes et archéologues de terrain d'aujourd'hui ». Son livre de 1988, Discovering Eve: Ancient Israelite Women in Context, était le « premier effort complet visant à présenter une vision de la Bible centrée sur les femmes en utilisant une critique historique plutôt que littéraire ». Meyers a également écrit des commentaires sur l'Exode, Aggée et Zacharie.
Meyers est président de la Society of Biblical Literature en 2013. Elle a également fait partie de l'équipe de révision de la New American Bible 2010.
Elle est mariée à un autre bibliste et professeur, Eric M. Meyers.

## Publications
- Rediscovering Eve: Ancient Israelite Women in Context, New York : Oxford University Press, 2012.
- Households and Holiness: The Religious Culture of Israelite Women, Minneapolis : Fortress Press, 2005.
- Exodus, New Cambridge Bible Commentary Series, Cambridge : Cambridge University Press, 2005.
- Discovering Eve: Ancient Israelite Women in Context, Oxford : Oxford University Press, 1991.
- The Tabernacle Menorah: A Synthetic Study of A Symbol from the Biblical Cult, 1972. Reprint edition, Piscatawny, NJ, Gorgias Press, 2003.